# Sandy Goss
Sandy Goss (n. 2 octombrie 1966, Amherst⁠(d), Nova Scotia, Canada) este un înotător ce a reprezentat Canada, medaliat olimpic. A participat la 2 ediții ale Jocurilor Olimpice (1984, 1988) în care a câștigat 4 medalii de argint.